# Thermes de Challes-les-Eaux
Les Thermes de Challes-les-Eaux sont un établissement thermal situé en France sur la commune de Challes-les-Eaux, dans le département de la Savoie en région Auvergne-Rhône-Alpes.
Ils voient le jour en 1874 après la découverte d’une source d’eau sulfureuse.

## Situation
Les thermes sont situés avenue des Thermes, au nord-est de la commune de Challes-les-Eaux, en Savoie.

## Histoire

### Contexte
Le 11 avril 1841, le docteur Louis Domenget découvre dans sa propriété de Challes un petit filet d’eau blanchâtre n’ayant pas l’apparence d’une eau de source classique.
Deux ans plus tard, en 1843, l’eau est analysée par l’Académie de médecine et le congrès scientifique de France avec une teneur de soufre de 260 mg/L. Challes-les-eaux est rapidement reconnu pour son eau sulfureuse dont les bienfaits sont reconnus. Il s’agit à l’époque de l’eau la plus riche en soufre.
L'établissement ferme définitivement ses portes en 2023.

### Bâtiment
Les thermes sont ouverts en 1874. Challes-les-Eaux est rapidement connue pour son eau sulfureuse aux bienfaits reconnus, considérée comme la plus riche de l’époque. En 1901, le bâtiment est agrandi de quelques mètres vers l’avant. Cet agrandissement est complété par une verrière en 1928, puis par l’ajout de deux ailes latérales en 1938.

### Âge d’or
Le thermalisme challésien connait son âge d’or entre les années 1930 et 1950. Les hôtels luxueux (aujourd’hui disparus), les pensions de famille plus modestes, les « meublés » (chez l’habitant), puis les campings s’emplissent d’une clientèle éclectique : mineurs du nord soignant leur silicose, parisiens souffrant d’affections otho-rhino, mais aussi des comédiens prenant soin de leurs gorges. Louis Jouvet, Edwige Feuillère, Michèle Morgan, Annie Cordy et d’autres viennent plusieurs fois faire des cures à Challes-les-Eaux au cours de leurs carrières.

## Source
L’eau sulfureuse est pompée depuis une source souterraine située sous le bâtiment. En 1875, le débit de cette source passe de 250 à 750 litres par jour. Challes-les-Eaux est rapidement connue pour son eau sulfureuse aux bienfaits reconnus, considérée comme la plus riche de l’époque. Actuellement, 500 litres d’eau soufrée s’écoulent quotidiennement de la source.

## Prestations

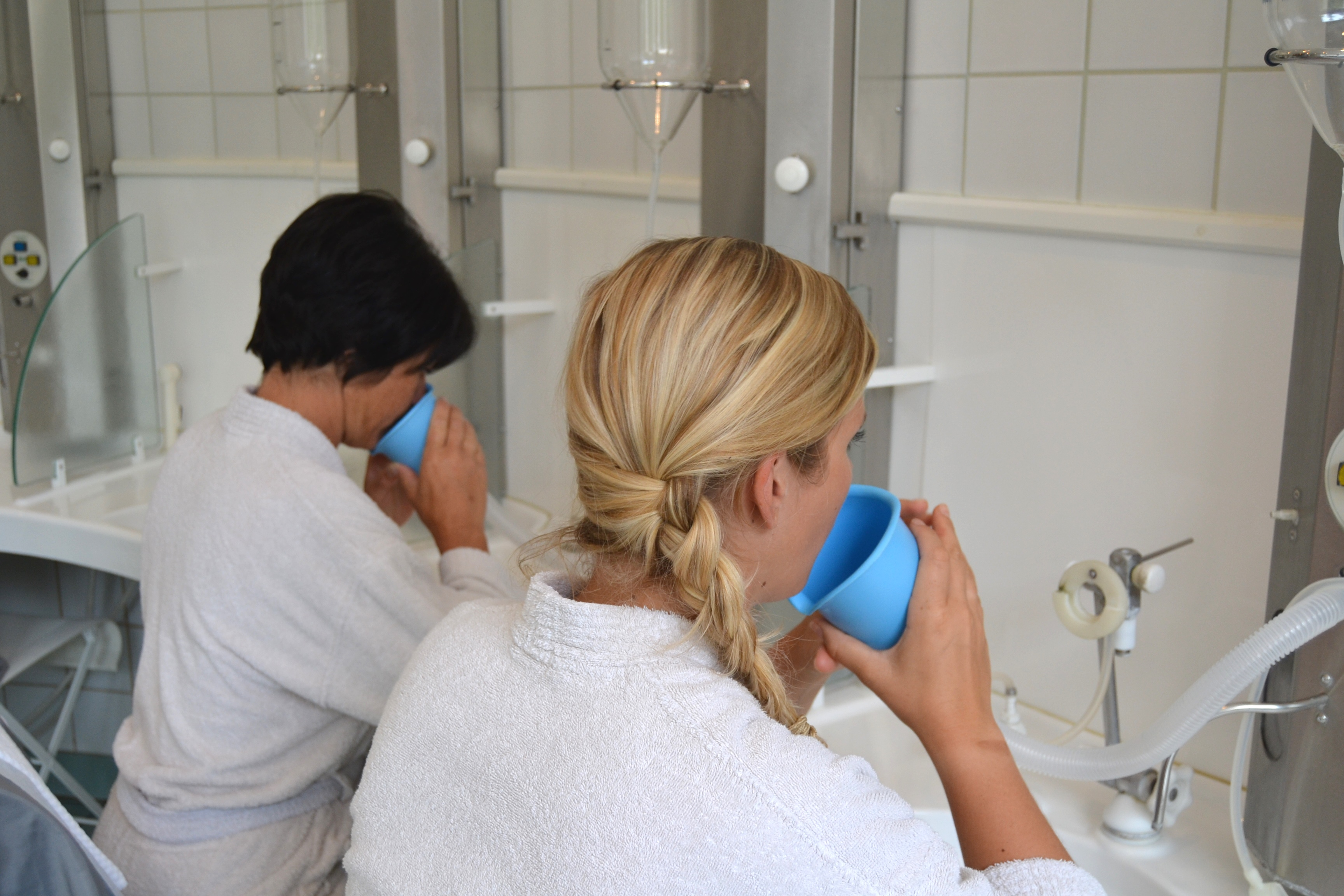
La salle d’inhalation des thermes de Challes-les-Eaux le 5 septembre 2016.

À ce jour, les thermes se chargent de soigner deux grandes catégories de maladies au niveau des voies respiratoires et gynécologiques : pharyngites, amygdalites, rhinopharyngites, rhinites et rhinosinusites, otites, dysfonctionnements tubaires, laryngites, bronchites avec ou sans dilatation des bronches, douleurs pelviennes, troubles hormonaux, dysménorrhées, dyspareunies, suite de l’accouchement, ménopause, endométriose… peuvent y être soignés.
En plus des soins médicaux, d’autres prestations sont proposées au public tout au long de l’année, comme l’accès au hammam et espace repos, la balnéothérapie avec ses modelages et massages relaxants (sous la responsabilité d’un kinésithérapeute), réflexologie plantaire, soins du visage et du corps avec des rituels relaxants. Des programmes minceur, des enveloppements ainsi que divers soins "à la carte" sont suggérés à la clientèle des thermes. Les tout-petits peuvent bénéficier de massages « douceur ». Les jeunes ou futures mamans peuvent  profiter d’une mini-cure. Cet établissement où seuls des soins de jour sont effectués est ouvert toute l’année du lundi au samedi de 9 h à 19 h. Les curistes peuvent être logés au camping municipal « Le Savoy » ou dans les nombreux hôtels proposés par la commune.